# Tokachi (provincie)

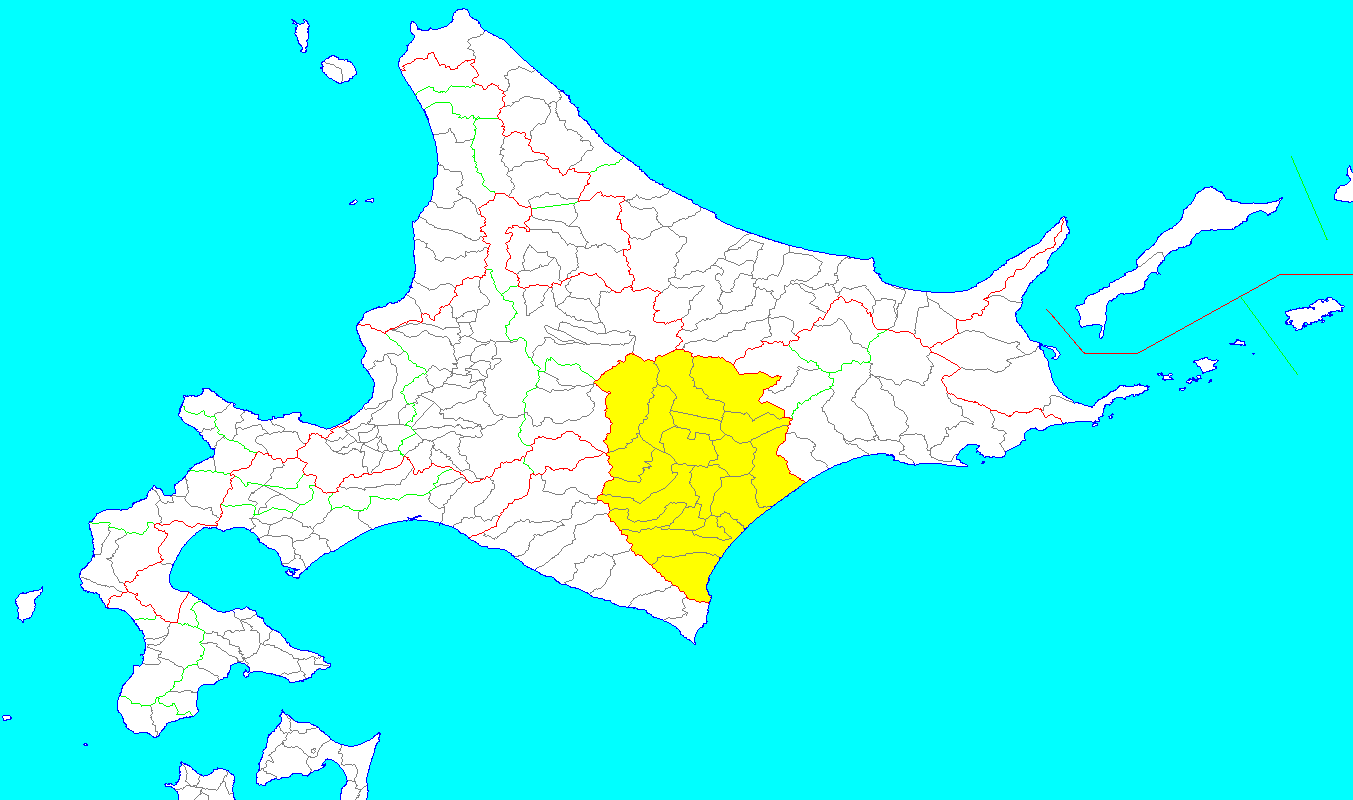
Locatie van Tokachi

Tokachi (Japans: 十勝国, Tokachi no kuni) is een voormalige provincie van Japan, gelegen in de huidige prefectuur Hokkaido. Het kwam overeen qua gebied, met de huidige subprefectuur Tokachi. De provincie heeft slechts kort bestaan, van 1869 tot 1882.

## Geschiedenis
- 15 augustus 1869: De provincie Tokachi wordt opgericht met 7 districten
- 1872: Een census schat de bevolking op 1.464
- 1882: De provincie wordt opgenomen in de prefectuur Hokkaido.

## Districten
- Hiroo (広尾郡)
- Tōbui (当縁郡)
- Kamikawa (上川郡)
- Nakagawa (中川郡)
- Katō (河東郡)
- Kasai (河西郡)
- Tokachi (十勝郡)

Aki · Awa (Kanto) · Awa (Shikoku) · Awaji · Bingo · Bitchu · Bizen · Bungo · Buzen · Chikugo · Chikuzen · Chishima · Dewa · Echigo · Echizen · Etchu · Fusa · Harima · Hi · Hida · Hidaka · Higo · Hitachi · Hizen · Hoki · Hyuga · Iburi · Iga · Iki · Inaba · Ise · Ishikari · Iwaki (718) · Iwaki (1868) · Iwami · Iwase · Iwashiro · Iyo · Izu · Izumi · Izumo · Kaga · Kai · Kawachi · Kazusa · Keno · Kibi · Kii · Kitami · Koshi · Kozuke · Kushiro · Mikawa · Mimasaka · Mino · Musashi · Mutsu · Nagato · Nemuro · Noto · Oki · Omi · Oshima · Osumi · Owari · Rikuchu · Rikuzen · Riukiu · Sado · Sagami · Sanuki · Satsuma · Settsu · Shima · Shimōsa · Shimotsuke · Shinano · Shiribeshi · Suo · Suruga · Suwa · Tajima · Tamba · Tane · Tango · Teshio · Tokachi · Tosa · Totomi · Toyo · Tsukushi · Tsushima · Ugo · Uzen · Wakasa · Yamashiro · Yamato · Yoshino